# Plankenfels
Plankenfels är en kommun och ort i Landkreis Bayreuth i Regierungsbezirk Oberfranken i förbundslandet Bayern i Tyskland.
Kommunen ingår i kommunalförbundet Hollfeld tillsammans med staden Hollfeld och kommunen Aufseß.